# راجاستالی
راجاستالی (به لاتین: Rajasthali) یک منطقهٔ مسکونی در بنگلادش است که در ناحیه رنگماتی هیل واقع شده‌است. راجاستالی ۱۴۵٫۰۴ کیلومتر مربع مساحت و ۱۷٬۱۹۸ نفر جمعیت دارد.